# Club (tijdschrift)
Club, eerder Tina Club, was een maandblad voor meisjes van 14 tot 17 jaar, dat tussen oktober 1976 en juli 1988 is verschenen. Het tijdschrift werd uitgegeven door uitgeverij Oberon.
In april 1973 verscheen het eerste nummer van Tina Club, een maandblad voor meisjes van 14 tot 17 jaar. Het tijdschrift was bedoeld voor meisjes die uit de Tina waren "gegroeid". In oktober 1976 veranderde de naam van het blad in Club. Het tijdschrift bevatte, naast strips, modereportages en artikelen over popsterren en liefdesproblemen. 
Club hield in juli 1988 op te bestaan, nadat de oplage onder de 65.000 was gezakt.

## Oplage
- 1977: 112.763
- 1980: 128.384
- 1981: 123.658
- 1984: 115.841
- 1986: 87.867
- 1988: 63.398